# Nina Darnton
Nina J. Darnton (* 24. Juli 1943 in New York City) ist eine US-amerikanische Journalistin, Filmkritikerin und Schriftstellerin.

## Leben
Nina Darnton absolvierte ein Bachelorstudium in Vergleichender Literatur an der University of Wisconsin. Sie hat zwei Masterabschlüsse, einen in Psychologie mit Spezialisierung in Kindesentwicklung von der The New School und einen in Schauspielerei von der Columbia University. Mitte der 1980er Jahre arbeitete sie bei der New York Times und schrieb neben Filmkritiken auch die Kolumne „At the Movies“. Sie war Cheffilmkritikerin bei der New York Post und Modejournalistin bei Newsweek.
Darnton lebte zeitweise in Nigeria, Kenia, Polen, Spanien und England. Ihre Erfahrungen aus den fünf Jahren in Afrika ließ sie in ihre Romane mit einfließen. So spielte ihr 2011 erschienenes Romandebüt An African Affair in Afrika. Für ihren zweiten Roman über eine Mutter und deren Beziehung zu einer mordenden Tochter ließ sie sich vom Fall um Amanda Knox inspirieren. Das Buch wurde in mehrere Sprachen übersetzt, unter anderem ins Französische, Spanische und Deutsche. Nach einer Übersetzung von Eva Bonné erschien er 2017 unter dem Titel Todesstiche beim Münchener Goldmann Verlag. 2022 veröffentlichte Netflix die vierteilige französische Miniserie 	Une mère parfaite, die auf dem Roman basiert.
Sie ist mit dem Journalisten John Darnton verheiratet. Beide leben in New York City und haben zwei Töchter und einen Sohn.

## Werke
- An African Affair (2011)
- The Perfect Mother (2014)
- Risking It All (2017)